# International Peace Observers Network

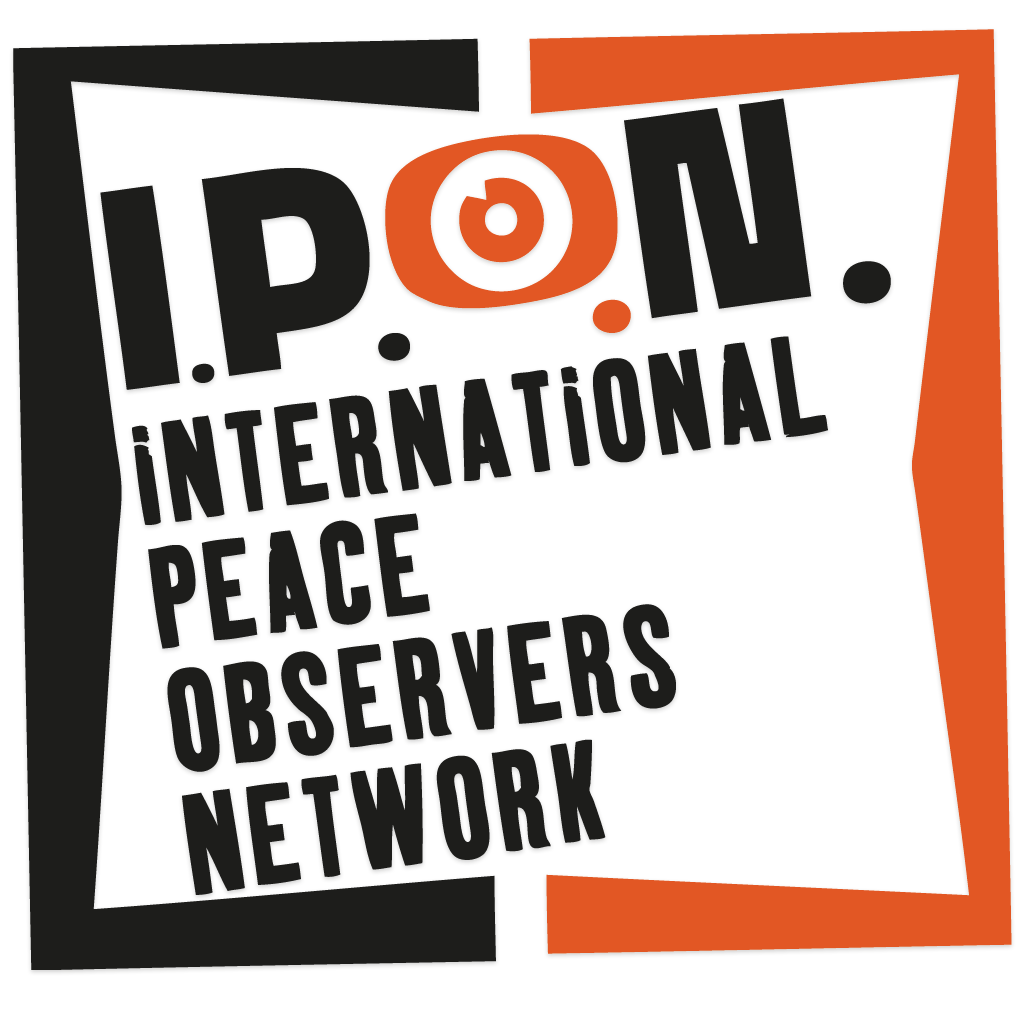
Logo der Organisation

International Peace Observers Network (IPON) ist ein 2006 gegründeter Verein in Berlin. Die Menschenrechtsorganisation, die den Friedensprozess auf der Grundlage aktiver Gewaltfreiheit ergreifen will, ist den Grundsätzen der Gewaltfreiheit, der Unabhängigkeit, der Unparteilichkeit und der Nichteinmischung verpflichtet. Sie wird nur auf schriftliche Anfrage von Gruppen oder Einzelpersonen tätig.

## Vereinsarbeit
Der Verein entsendet ehrenamtliche Beobachter als Augenzeugen in Konfliktgebiete. Diese beschützen durch ihren persönlichen Einsatz Gruppen und Einzelpersonen von Menschenrechtsverteidigern, die von politisch motivierter Gewalt, Entführung, Kriminalisierung, politisch motivierter Stigmatisierung und Ermordung bedroht sind, in dem sie diese begleiten. Das Gefühl der subjektiven Angst vor Verfolgung und Bedrohungen gehört dazu. Das von IPON entwickelte Konzept der Menschenrechtsbeobachtung ist an das Konzept von Peace Brigades International einer Schutzbegleitung angelehnt: Die lokale Bevölkerung und Zivilgesellschaft leistet einen unmittelbaren Beitrag zur Gewaltprävention und trägt langfristig zur zivilen Konfliktbearbeitung bei. Das Ziel von IPON ist der Schutz von Menschenrechtsverteidigern in den Projektregionen und nur indirekt eine allgemeine Reduktion von Menschenrechtsverletzungen.
Das angewandte Prinzip der Menschenrechtsbeobachtung basiert auf einem legalistischen Ansatz und dem staatlichen Gewaltmonopol. Fast alle Staaten haben das Menschenrechtsabkommen unterzeichnet und sind somit verpflichtet, diese zu fördern, zu respektieren und zu verwirklichen. Wenn der Staat diesen Verpflichtungen nicht nachkommt, können unabhängige Beobachter die Menschenrechtsverletzungen bezeugen und an die Öffentlichkeit bringen. Ausländische und philippinische Akteure wie z. B. Walden Bello (Kongreßabgeordneter von AKBAYAN) können diese Dokumente nutzen und Druck für die Einhaltung der Menschenrechte ausüben. Sie sollen so in der Weltöffentlichkeit und auch von den zuständigen staatlichen Institutionen in der Konfliktregion als Verletzungen eines internationalen Vertrages wahrgenommen werden.

### Aktuelle Projekte
Aktuell ist der Verein in zwei Konfliktregionen der Philippinen präsent und begleitet dort Gruppen von Menschenrechtsverteidigern, dies sind die Inseln:
- Bondoc-Halbinsel (in der Provinz Quezon gut 250 km südlich von Manila; mit Unterbrechung seit 2006)
- Mindanao (in der Provinz Bukidnon ist das IPON-Büro; seit Mitte 2011)
- Negros (in der Provinz Negros Occidental liegt das IPON-Büro; seit Sommer 2008)[9]

Ebenfalls in den Philippinen führt IPON ein Projekt zur politischen Stigmatisierung von zivilgesellschaftlichen Gruppen durch, die bezichtigt werden Mitglieder der kommunistischen Partei zu sein und deswegen unterschiedlichster Art von politisch motivierter Gewalt dem sogenannten Red-Baiting ausgesetzt sind.
In der Bundesrepublik Deutschland leistet IPON Bildungsarbeit für junge Menschen zum Aktivwerden und strategische Öffentlichkeitsarbeit. Die strategische Öffentlichkeitsarbeit möchte Personen des öffentlichen Lebens, der Verwaltung und der Medien gewinnen, die Problematik der durch IPON begleiteten Menschenrechtsverteidiger ins allgemeine Bewusstsein zu bringen als auch politischen und öffentlichen Druck auf staatliche Akteure für die bedrohten Menschenrechtsverteidiger in den Konfliktregionen auszuüben. Eine englischsprachige Zeitschrift Observer: A Journal on Threatened Human Rights Defenders in the Philippines bespricht die Konfliktsituationen der Menschenrechtsverteidiger.
Die Organisation erhält finanzielle Projektförderung durch das Auswärtige Amt (zivik-Programm). Die Beobachter werden durch zwei Freiwilligendienste finanziert: Eigenes Friedensdienst-Programm und das staatliche Programm des BMZ „weltwärts“.

### Frühere Projekte
Eine Gruppe von bäuerlichen Menschenrechtsverteidigern in der Konfliktregion Quezon (Halbinsel Bondoc), Philippinen wurde zwischen 2006 und 2010 begleitet.

## Dokumentarfilme
- IPON Team Mindanao: Gica-feature. IPON Team Mindanao, August 2012 (Video, englisch, 4,39 Min.)